# Anolis pentaprion
El abaniquillo liquen o liquenado (Anolis pentaprion), también conocido como anolis liquen, es una especie de lagarto que pertenece a la familia Dactyloidae. Es nativo de México, Belice, Guatemala, Honduras, Nicaragua, Costa Rica, Panamá, y Colombia.